# Ameticos scolos
Ameticos
Genre
Espèce
Ameticos scolos, unique représentant du genre Ameticos, est une espèce fossile d'opilions dyspnois.

## Répartition
Cette espèce type a été découverte à Montceau-les-Mines en France. Elle date du Carbonifère.

## Description
L'holotype mesure 9,28 mm.

## Systématique
Le nom valide complet (avec auteur) de ce taxon est Ameticos scolos Garwood (d), Dunlop, Giribet (d) & Sutton (d), 2011.

### Publication originale
- (en) Garwood, Dunlop, Giribet & Sutton, « Anatomically modern Carboniferous harvestmen demonstrate early cladogenesis and stasis in Opiliones », Nature Communications, 2011, vol. 2, p. 1–7.